# Ayanamsa

La précession des équinoxes entraîne un décalage entre le zodiaque céleste des constellations d'étoiles (dit « sidéral ») et le zodiaque terrestre commençant au point vernal (dit « tropical »).

L'Ayanamsa désigne l'écart croissant entre les zodiaques tropical et sidéral.

## Définition
Le sanskrit appelle « ayanamsa » (c'est-à-dire « composante du mouvement ») l'écart, d'environ 24° à la fin du XXe siècle (soit un écart de presque un signe du zodiaque complet), entre les signes tropicaux utilisés par la majorité des astrologues occidentaux, et les constellations d'étoiles utilisées par l'astrologie hindoue, aussi nommée Astrologie védique ou jyotish, constellations dont les noms correspondent à ceux des signes. En raison de la précession des équinoxes (qui consiste simplement en ce que la position du Soleil au premier jour du printemps dérive ("à reculons") par rapport à celle des étoiles au cours des siècles), l'« Ayanamsa » croît de 1° tous les 71 ans et sept mois environ.  La notion n'a été popularisée en Occident qu'à partir des années 1940 par l'astrologue irlandais Cyril Fagan, qui s'est fait l'avocat du zodiaque sidéral.

## Différences entre «constellations zodiacales» et «signes» de l'astrologie tropicale

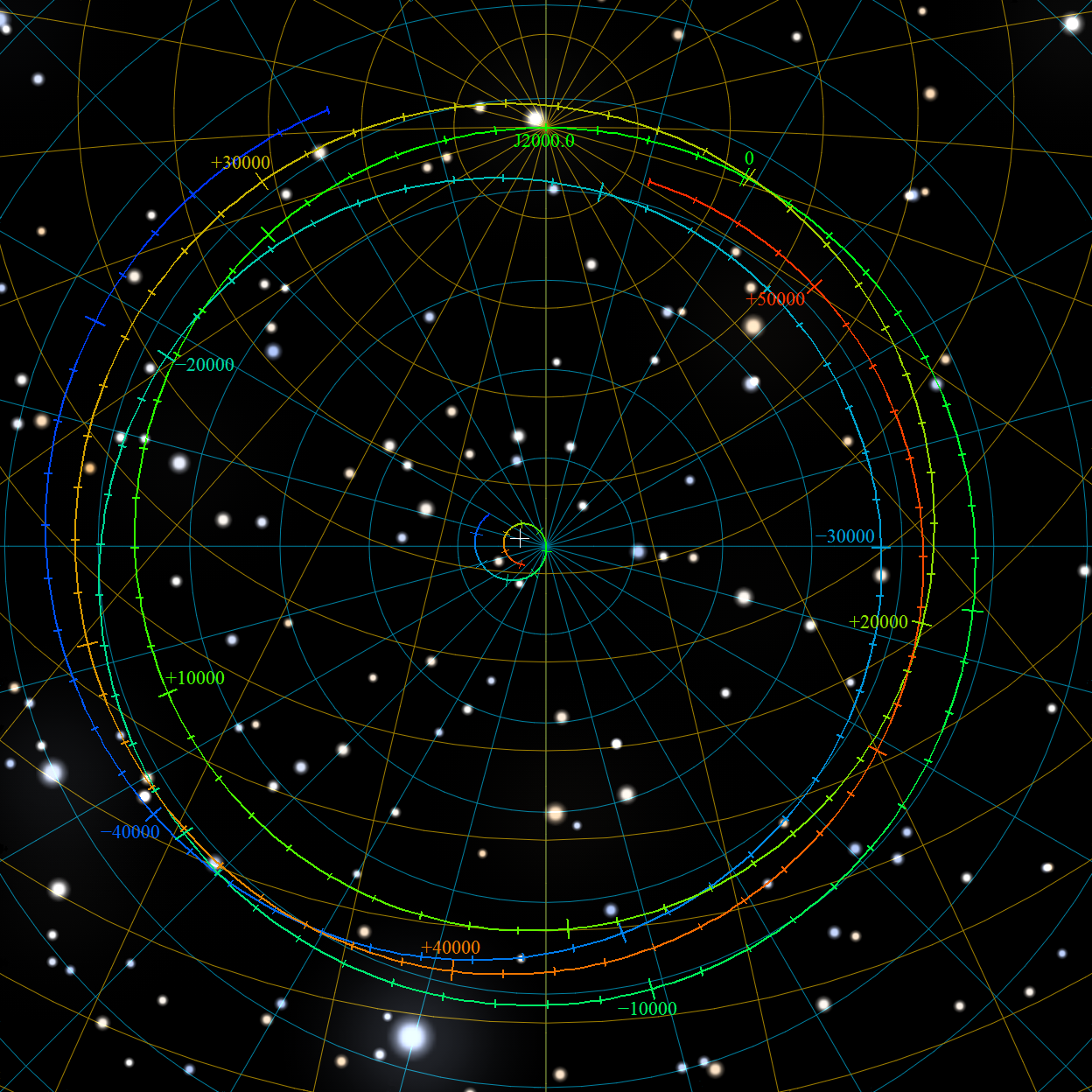
La projection du chemin de précession du pôle Nord sur le ciel fixe de l'époque J2000.0 pour l'intervalle de temps de 48000 avant notre ère à 52000 notre ère. Polaris, Thuban et Véga comme étoiles polaires au cours des millénaires.

Du fait de la précession des équinoxes, l'axe des pôles terrestres effectue en 25 770 ans une rotation semblable à celle, beaucoup plus rapide (quelques secondes), d'un gyroscope. Observons cependant que c'est l'attraction de la Lune orbitant autour de la Terre qui cause ce décalage graduel. Si nous projetons l'axe des pôles vers la voûte céleste, nous observons un trajet circulaire. Actuellement, le pôle Nord pointe vers l'étoile que nous appelons « polaire », Polaris, mais qui ne l'a pas toujours été. En 2000 avant notre ère, l'étoile polaire était Thuban, une étoile de la constellation du Dragon. En 11 000 avant notre ère, c'était, à quelques degrés près, Véga de la Lyre. Véga sera à nouveau l'étoile polaire dans 13 000 ans.

Trajet circulaire de l'axe des pôles projeté vers la voûte céleste.

Même si l'axe des pôles tourne ainsi, l'inclinaison de cet axe, par contre, ne varie pas : elle est de 23 degrés et demi, approximativement, un angle d'inclinaison comparable à celui de ce gyroscope.
C'est à cette inclinaison que sont dues les saisons : de la Terre, toujours « penchée » vers Polaris (depuis quelques siècles), si nous voyons, lorsque nous sommes dans l'hémisphère Nord, le Soleil placé au plus proche de cette étoile, si, en d'autres termes, nous sommes « penchés » vers un Soleil semblant être dans le signe tropical du Cancer (correspondant peu ou prou à la constellation des Gémeaux) voisin(e) de Polaris, alors nous voyons le Soleil plus longtemps et plus haut dans le ciel; c'est l'été (le Soleil se trouvant par définition dans le plan de l'écliptique, qui est incliné de 23,5° par rapport à l'équateur, il se trouve en été 23,5° au-dessus de cet équateur: le Soleil ne peut que redescendre, et donc les jours diminuer). À l'opposé, en hiver, nous sommes toujours penchés dans la même direction, mais, la Terre ayant effectué la moitié d'un cycle, le Soleil semble être plus proche du signe tropical du Capricorne (correspondant peu ou prou à la constellation du Sagittaire), et il n'apparaît que peu et s'élève peu dans le ciel. Nous sommes penchés de l'autre côté: le Soleil est 23,5° au-dessous de l'équateur. En vérité, l'inclinaison de la Terre par rapport au Soleil n'a pas varié, c'est notre position par rapport au Soleil qui a changé en six mois.

Point vernal, axe des équinoxes et axe des solstices

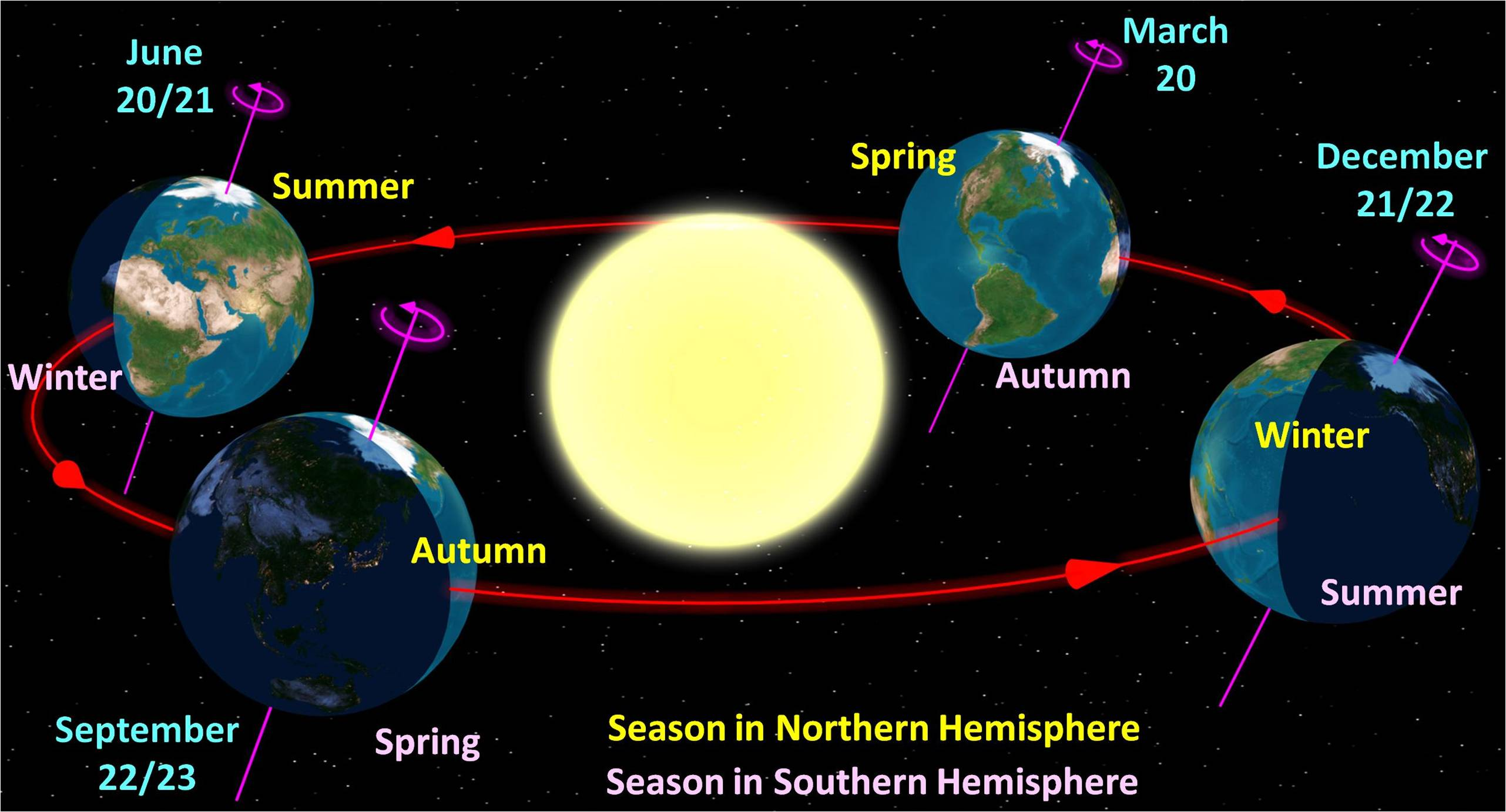
Alternance des saisons dans l'hémisphère Nord.

Lorsque la Terre est penchée au maximum vers le soleil, c'est l'été boréal (le Soleil est plus haut que le plan de l'équateur céleste); à l'opposé, six mois plus tard, c'est l'hiver boréal qui commence (le Soleil est plus bas que le plan de l'équateur céleste). Ces deux positions de la Terre par rapport au Soleil forment l'axe des solstices. Lorsque la Terre est à mi-chemin entre ces deux dates, ce sont les équinoxes (la durée du jour est égale à celle de la nuit) du printemps et de l'automne (le Soleil rencontre le plan de l'équateur céleste). Ces deux moments du système Terre-Soleil forment l'axe des équinoxes. Étant donné que ce cycle est entièrement tributaire de l'inclinaison de la Terre, le déplacement de l'axe des pôles fera en sorte que l'arrière-plan stellaire devant lequel se trouve le Soleil à chaque moment du cycle changera.
Douze constellations, de tailles et de conformations fort différentes, semblent jalonner le trajet apparent du Soleil en douze mois : ce sont les constellations zodiacales. Il n'y a cependant aucun lien nécessaire entre, par exemple, la constellation du Bélier et le mois du signe du Bélier du zodiaque tropical (le premier mois du printemps, marqué par le passage du Soleil au point vernal); il y a 13 000 ans, le Bélier sidéral n'était pas l'arrière-plan tropical du Soleil à la saison du printemps, mais d'automne. En effet, les signes du zodiaque tropical (liés aux saisons) ont conservé le nom des constellations qui y correspondaient lorsque ce zodiaque a été préféré au zodiaque des constellations, alors que les constellations sont petit à petit décalées par rapport aux saisons, en raison de la précession des équinoxes.
Il n'existe qu'un seul zodiaque tropical car il n'existe qu'un seul point vernal.

## Astrologie hindoue

Coordonnées équatoriales.

Il existe chez les hindous plusieurs étoiles qui servent de point de référence pour leur zodiaque sidéral. On citera deux systèmes principaux, qui diffèrent peu :
- l'étoile fixe Spica (ascension droite 13h 25m 11,587s et déclinaison -11° 09′ 40,71″) correspond au degré zéro du signe sidéral de la Balance[14]. Il s'agit de l'ayanamsa Lahiri, qui est celui adopté officiellement par le gouvernement indien[15].
- l'étoile fixe Revati (en) (ascension droite 01h 13m 43,80s et déclinaison +07° 34′ 31,8″) correspond au degré 29°50 du signe sidéral des Poissons; c'est l'ayanamsa préconisé par Bangalore Venkata Raman[16].

Il découle de ce qui précède qu'il existe plusieurs « Ayanamsas » différents (et plusieurs zodiaques sidéraux différents) qui, heureusement, diffèrent peu. Yves Haumont opine : « Quant-à l'avenir, nous pouvons affirmer sans crainte que le zodiaque tropique continuera à exister et à jouer son rôle central. Aucun zodiaque sidéral ne pourra jamais l'évincer parce que les différents sidéralismes ont besoin du zodiaque tropique pour se comprendre entre eux. Comment pourraient-ils discuter du problème de l'ayanamsa s'ils ne disposaient pas du zodiaque tropique? ».
L'étoile Revati est assez insignifiante visuellement (éclat de moins de 1 % de celui de Véga, laquelle correspond à la magnitude apparente de référence). Elle n'a été choisie que parce qu'elle s'inscrivait au sein d'un dispositif plaqué sur l'écliptique et inspiré des 12 mois de l'année terrestre au regard de l'iconographie des activités saisonnières comme on les trouve décrites dans les almanachs, les livres d'heures et sur les cathédrales (autrement dit, en référence au zodiaque tropique).